# Петар Никезић
Петар Никезић (Змајево, 3. април 1950 — Нови Сад, 19. јул 2014) био је југословенски и српски фудбалер.

## Каријера
Фудбалску каријеру је почео још као пионир 1961. године у новосадској Војводини. Играо је на позицији нападача. Био је члан генерације Војводине која је освојила једини међународни трофеј који је новосадски клуб освојио - Средњоевропски Митропа куп 1977. године. У периоду од 1967. до 1978. и 1979. до 1980, одиграо је 289 првенствених утакмица за први тим и постигао 100 голова.
Као интернационалац играо је у америчкој Тулси (1982), затим и у аустријском Воест Линцу (1978-79). Враћа се у Војводину у сезони 1979/80. Од 1980. до 1982. играо је за Осијек, а наредне две сезоне носио је дрес друголигаша Шибеника.
Одиграо је три утакмице за сениорску фудбалску репрезентацију Југославије.
По окончању професионалне каријере, био је шеф стручног штаба тадашње инђијске Агроуније, Младости из Апатина и Славије. Био је помоћник главног тренера у Војводини, једно време и секретар омладинског погона Војводине.
Преминуо је 19. јула 2014. године у Новом Саду.

## Успеси
- Војводина
  - Митропа куп: 1977.